# 22621 Ларрібартель
22621 Ларрібартель (22621 Larrybartel) — астероїд головного поясу, відкритий 22 травня 1998 року.
Тіссеранів параметр щодо Юпітера — 3,354.